# 尼尔迈格杰什
尼尔迈格杰什，是匈牙利索博尔奇-索特马尔-贝拉格州所辖的一个村。总面积28.79平方公里，总人口2570，人口密度89.3人/平方公里（2011年1月1日）。